# Coupe UEFA 1988-1989
Navigation
Édition précédente Édition suivante
La Coupe UEFA 1988-1989 est la dix-huitième édition de la Coupe de l'UEFA, qui oppose les meilleurs clubs européens qualifiés grâce aux résultats de leur championnat national. Cette édition voit les Italiens du SSC Naples s'imposer en finale contre le club allemand du VfB Stuttgart. C'est la première finale européenne pour les deux équipes et la seconde Coupe UEFA pour une formation italienne, après celle remportée par la Juventus Turin en 1977.
C'est l'attaquant est-allemand du SG Dynamo Dresde Torsten Gütschow qui reçoit le titre honorifique de meilleur buteur de la compétition avec un total de sept buts.
Pour cette édition, la Suède obtient le droit d'engager une formation supplémentaire, tout comme la RFA (du fait de la présence du Bayer Leverkusen, tenant du titre), au détriment de la Roumanie. L'Albanie n'engage aucun représentant lors de cette édition.
Le Bayer 04 Leverkusen, tenant du titre, est éliminé dès son entrée en lice par le club portugais du CF Belenenses. À noter les bons résultats des équipes italiennes : les quatre clubs atteignent les huitièmes de finale et en quart de finale a lieu le premier affrontement entre deux formations transalpines dans l'histoire des compétitions européennes, avec la qualification du SSC Naples contre la Juventus.

## Trente-deuxièmes de finale
| Équipe 1               | Résultat | Équipe 2                 | Aller | Retour   |
| ---------------------- | -------- | ------------------------ | ----- | -------- |
| VfB Stuttgart          | 3 - 2    | FC Tatabánya             | 2 - 0 | 1 - 2    |
| Royal Antwerp          | 3 - 6    | 1. FC Cologne            | 2 - 4 | 1 - 2    |
| Bayern Munich          | 10 - 4   | Legia Varsovie           | 3 - 1 | 7 - 3    |
| Bayer 04 LeverkusenT   | 0 - 2    | CF Belenenses            | 0 - 1 | 0 - 1    |
| AS Rome                | 4 - 3    | 1. FC Nuremberg          | 1 - 2 | 3 - 1 ap |
| FC Groningue           | 2e - 2   | Club Atlético de Madrid  | 1 - 0 | 1 - 2    |
| FC Aarau               | 0 - 7    | 1. FC Lokomotive Leipzig | 0 - 3 | 0 - 4    |
| St. Patrick's Athletic | 0 - 4    | Heart of Midlothian      | 0 - 2 | 0 - 2    |
| Žalgiris Vilnius       | 4 - 5    | FK Austria Vienne        | 2 - 0 | 2 - 5    |
| Sporting Portugal      | 6 - 3    | Ajax Amsterdam           | 4 - 2 | 2 - 1    |
| Real Sociedad          | 4e - 4   | Dukla Prague             | 2 - 1 | 2 - 3    |
| Union Luxembourg       | 1 - 11   | RFC Liège                | 1 - 7 | 0 - 4    |
| Inter Milan            | 4 - 2    | IK Brage                 | 2 - 1 | 2 - 1    |
| ÍA Akranes             | 1 - 2    | Újpest FC                | 0 - 0 | 1 - 2    |
| Rangers FC             | 5 - 2    | GKS Katowice             | 1 - 0 | 4 - 2    |
| Aberdeen FC            | 0 - 2    | SG Dynamo Dresde         | 0 - 0 | 0 - 2    |
| FK Dnipro              | 2 - 3    | Girondins de Bordeaux    | 1 - 1 | 1 - 2    |
| Östers IF              | 2 - 6    | DAC Dunajská Streda      | 2 - 0 | 0 - 6    |
| TPS Turku              | 1e - 1   | Linfield FC              | 0 - 0 | 1 - 1    |
| Molde FK               | 1 - 5    | KSV Waregem              | 0 - 0 | 1 - 5    |
| Malmö FF               | 3 - 2    | FK Torpedo Moscou        | 2 - 0 | 1 - 2 ap |
| First Vienna FC 1894   | 2e - 2   | Ikast FS                 | 1 - 0 | 1 - 2    |
| FC Oţelul Galaţi       | 1 - 5    | Juventus Turin           | 1 - 0 | 0 - 5    |
| FK Velež Mostar        | 6 - 2    | APOEL Nicosie            | 1 - 0 | 5 - 2    |
| AEK Athènes            | 1 - 2    | Athletic Bilbao          | 1 - 0 | 0 - 2    |
| Montpellier HSC        | 1 - 6    | Benfica Lisbonne         | 0 - 3 | 1 - 3    |
| Sliema Wanderers       | 1 - 8    | Victoria Bucarest        | 0 - 2 | 1 - 6    |
| SSC Naples             | 2 - 1    | PAOK Salonique           | 1 - 0 | 1 - 1    |
| FK Partizan Belgrade   | 10 - 0   | PFK Slavia Sofia         | 5 - 0 | 5 - 0    |
| Servette FC            | 1 - 0    | SK Sturm Graz            | 1 - 0 | 0 - 0    |
| Trakia Plovdiv         | 1 - 2    | FK Dinamo Minsk          | 1 - 2 | 0 - 0    |
| Beşiktaş JK            | 1 - 2    | Dinamo Zagreb            | 1 - 0 | 0 - 2    |

## Seizièmes de finale
| Équipe 1                 | Résultat       | Équipe 2              | Aller | Retour |
| ------------------------ | -------------- | --------------------- | ----- | ------ |
| Bayern Munich            | 5 - 1          | DAC Dunajská Streda   | 3 - 1 | 2 - 0  |
| 1. FC Cologne            | 3 - 1          | Glasgow Rangers       | 2 - 0 | 1 - 1  |
| Dinamo Zagreb            | 2 - 4          | VfB Stuttgart         | 1 - 3 | 1 - 1  |
| FK Partizan Belgrade     | 4 - 4e         | AS Rome               | 4 - 2 | 0 - 2  |
| FK Velež Mostar          | 0 - 0 (4-3tab) | CF Belenenses         | 0 - 0 | 0 - 0  |
| Sporting Portugal        | 1 - 2          | Real Sociedad         | 1 - 2 | 0 - 0  |
| Heart of Midlothian      | 1 - 0          | FK Austria Vienne     | 0 - 0 | 1 - 0  |
| 1. FC Lokomotive Leipzig | 1 - 3          | SSC Naples            | 1 - 1 | 0 - 2  |
| Újpest FC                | 0 - 2          | Girondins de Bordeaux | 0 - 1 | 0 - 1  |
| Juventus Turin           | 7 - 4          | Athletic Bilbao       | 5 - 1 | 2 - 3  |
| SG Dynamo Dresde         | 5 - 3          | KSV Waregem           | 4 - 1 | 1 - 2  |
| First Vienna FC 1894     | 2 - 2e         | TPS Turku             | 2 - 1 | 0 - 1  |
| Malmö FF                 | 1 - 2          | Inter Milan           | 0 - 1 | 1 - 1  |
| RFC Liège                | 3 - 2          | Benfica Lisbonne      | 2 - 1 | 1 - 1  |
| FC Groningue             | 3 - 1          | Servette FC           | 2 - 0 | 1 - 1  |
| FK Dinamo Minsk          | 2 - 2e         | Victoria Bucarest     | 2 - 1 | 0 - 1  |

## Huitièmes de finale
| Équipe 1              | Résultat | Équipe 2        | Aller | Retour |
| --------------------- | -------- | --------------- | ----- | ------ |
| Bayern Munich         | 3e - 3   | Inter Milan     | 0 - 2 | 3 - 1  |
| Real Sociedad         | 3 - 2    | 1. FC Cologne   | 1 - 0 | 2 - 2  |
| FC Groningue          | 1 - 5    | VfB Stuttgart   | 1 - 3 | 0 - 2  |
| Heart of Midlothian   | 4 - 2    | FK Velež Mostar | 3 - 0 | 1 - 2  |
| Girondins de Bordeaux | 0 - 1    | SSC Naples      | 0 - 1 | 0 - 0  |
| SG Dynamo Dresde      | 4 - 0    | AS Rome         | 2 - 0 | 2 - 0  |
| RFC Liège             | 0 - 2    | Juventus Turin  | 0 - 1 | 0 - 1  |
| Victoria Bucarest     | 3e - 3   | TPS Turku       | 1 - 0 | 2 - 3  |

## Quarts de finale
| Équipe 1            | Résultat       | Équipe 2         | Aller | Retour |
| ------------------- | -------------- | ---------------- | ----- | ------ |
| VfB Stuttgart       | 1 - 1 (4-2tab) | Real Sociedad    | 1 - 0 | 0 - 1  |
| Heart of Midlothian | 1 - 2          | Bayern Munich    | 1 - 0 | 0 - 2  |
| Juventus Turin      | 2 - 3          | SSC Naples       | 2 - 0 | 0 - 3  |
| Victoria Bucarest   | 1 - 5          | SG Dynamo Dresde | 1 - 1 | 0 - 4  |

## Demi-finales
| Équipe 1      | Résultat | Équipe 2         | Aller | Retour |
| ------------- | -------- | ---------------- | ----- | ------ |
| SSC Naples    | 4 - 2    | Bayern Munich    | 2 - 0 | 2 - 2  |
| VfB Stuttgart | 2 - 1    | SG Dynamo Dresde | 1 - 0 | 1 - 1  |

## Finale
| Équipe 1   | Résultat | Équipe 2      | Aller | Retour |
| ---------- | -------- | ------------- | ----- | ------ |
| SSC Naples | 5 - 4    | VfB Stuttgart | 2 - 1 | 3 - 3  |